# Cristian Ganea
Cristian George Ganea (ur. 24 maja 1992 w Bystrzycy) – rumuński piłkarz występujący na pozycji pomocnika w rumuńskim klubie Steaua Bukareszt.